# Gąsówka irysowa

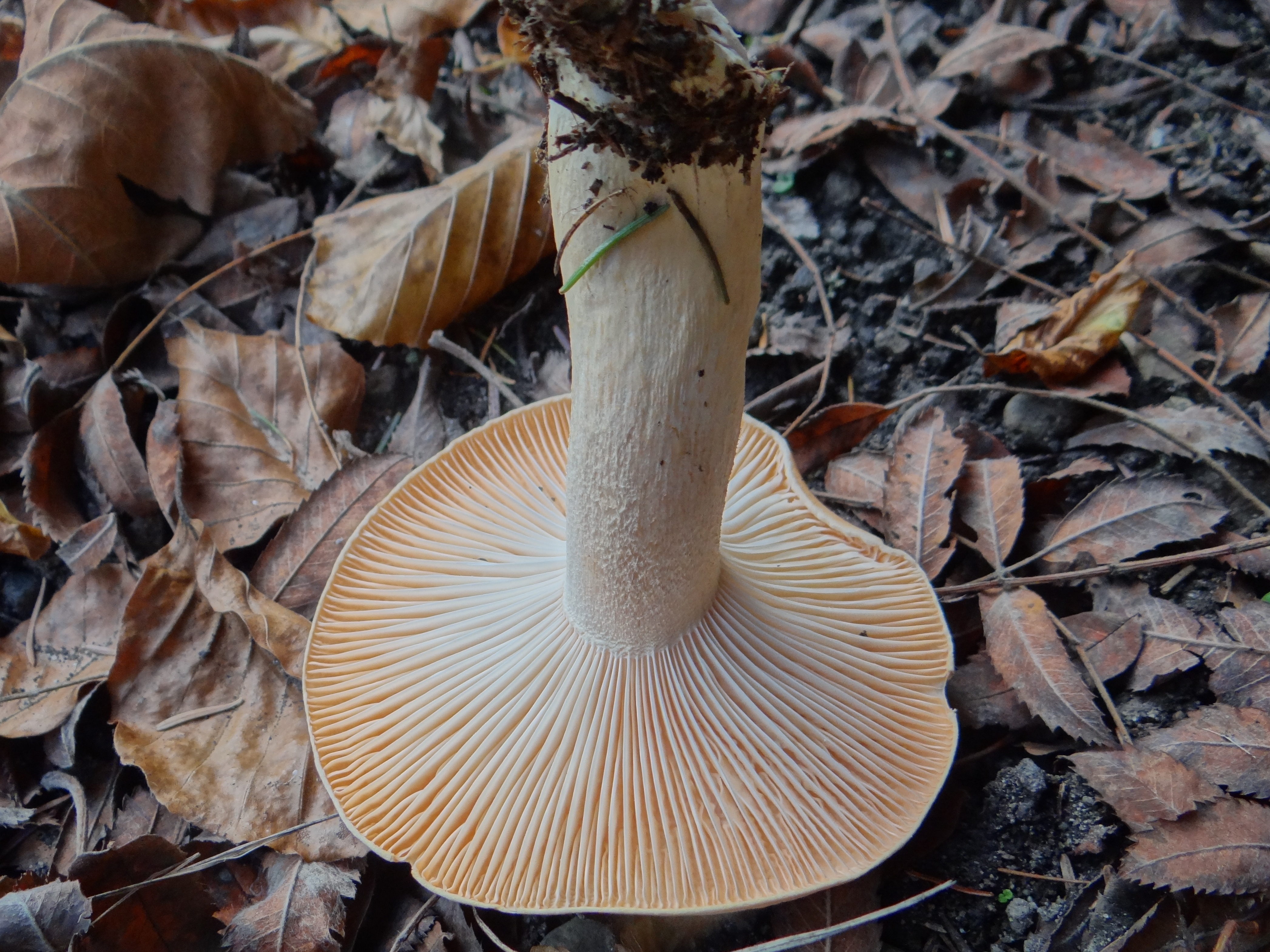

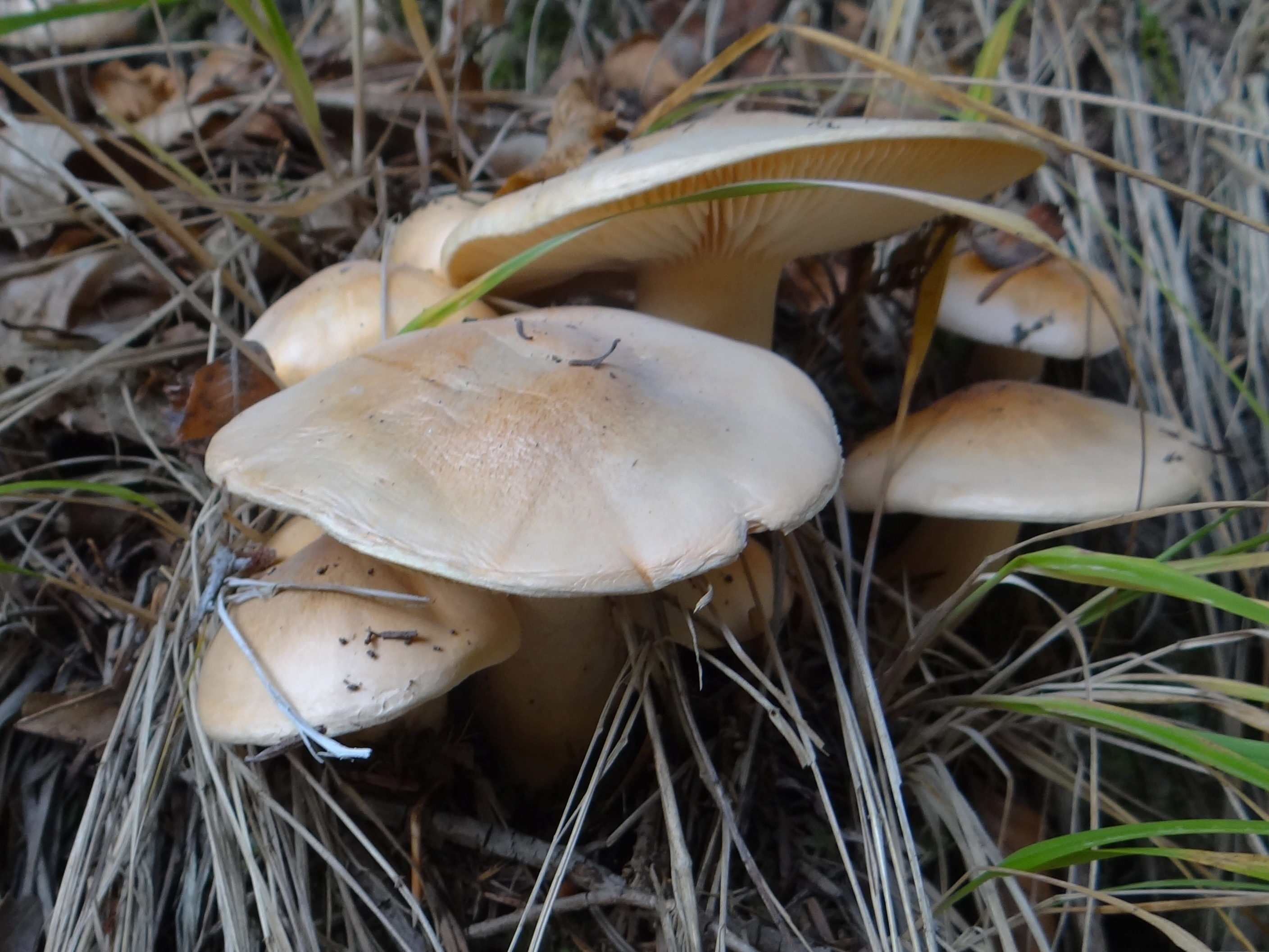
Często występuje gromadnie

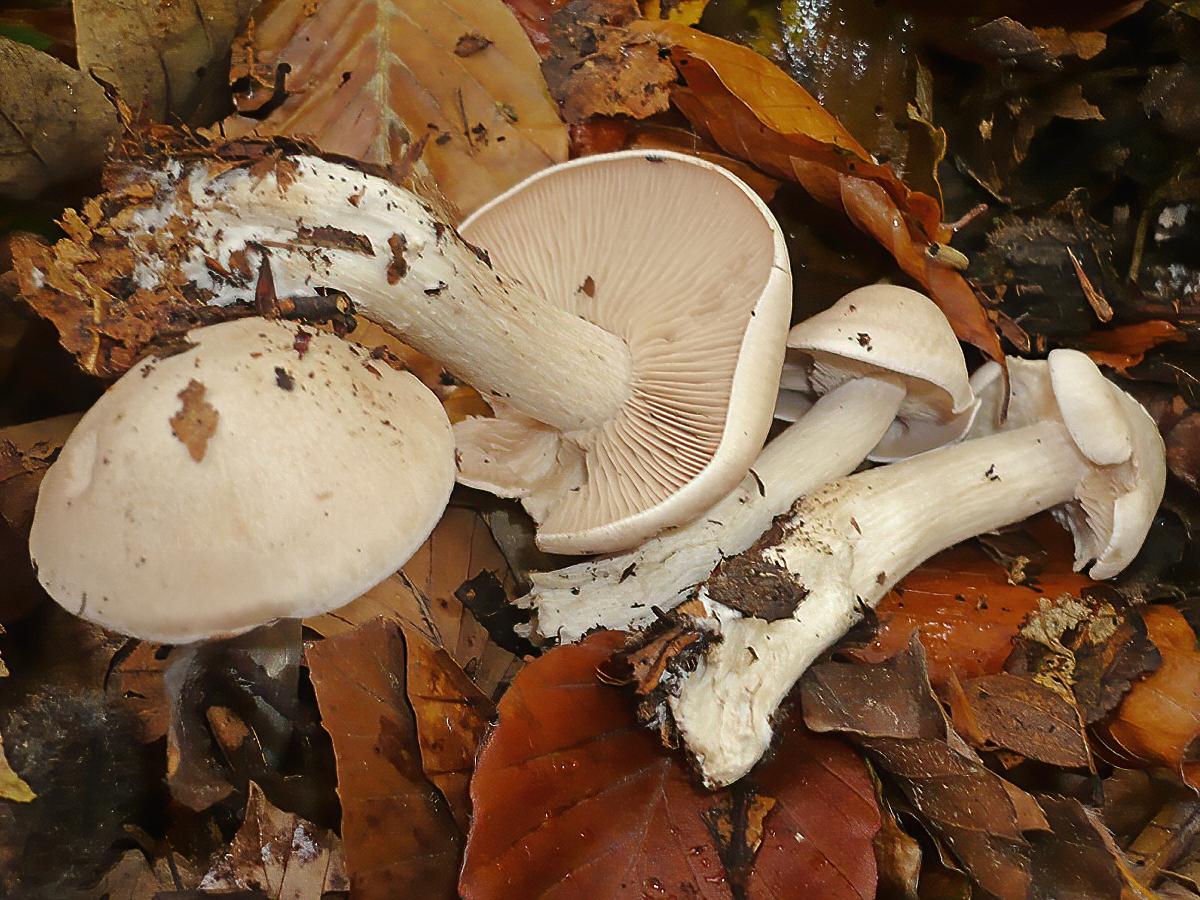

Gąsówka irysowa (Lepista irina (Fr.) H.E. Bigelow) – gatunek grzybów należący do rzędu pieczarkowców (Agaricales).

## Systematyka i nazewnictwo
Pozycja w klasyfikacji według Index Fungorum: Lepista, Incertae sedis, Agaricales, Agaricomycetidae, Agaricomycetes, Agaricomycotina, Basidiomycota, Fungi.
Po raz pierwszy takson ten zdiagnozował w 1838 r. Elias Fries nadając mu nazwę Agaricus irinus. Obecną, uznaną przez Index Fungorum nazwę nadał mu w 1959 r. Howard Elson Bigelow, przenosząc go do rodzaju Lepista. 
Synonimy łacińskie:

- Agaricus irinus Fr. 1838
- Clitocybe irina (Fr.) H.E. Bigelow & A.H. Sm. 1969
- Clitocybe irina (Fr.) H.E. Bigelow & A.H. Sm. 1969 var. irina
- Clitocybe irina var. luteospora H.E. Bigelow & A.H. Sm. 1969
- Gyrophila irina (Fr.) Quél. 1886
- Lepista irina (Fr.) H.E. Bigelow 1959 var. irina
- Lepista irina var. montana Bon 1985
- Rhodopaxillus irinus (Fr.) Métrod 1942
- Tricholoma irinum (Fr.) P. Kumm. 1871

Nazwę polską podali A. Borowska, E. Garndweidner i Alina Skirgiełło w 1993 r.

## Morfologia
Kapelusz
Średnicy 5–13 cm, za młodu półkulisty lub dzwonkowato-łukowaty, później płaskołukowaty. Powierzchnia gładka, naga, początkowo biaława, później brązowoochrowa. Jest nieco higrofaniczny; podczas wilgotnej pogody staje się lepki, ciemniejszy (mięsnobrązowy), a jego brzeg nieco karbowany.
Blaszki
Średnio gęste, u młodych okazów białawe, później brudnokremowe, w końcu mięsnoochrowe.
Trzon
Wysokość 5–10 cm, grubość 1–2,5 cm, pełny, walcowaty, u podstawy zgrubiały. Powierzchnia siatkowato lub podłużnie pokryta włókienkami, górą biaława, niżej kremowoochrowa.
Miąższ
Dość twardy i zwarty, biały. Smak bardzo słaby, nieco słodkawy, zapach przypominający nieco korzenie fiołka. 

## Występowanie i siedlisko
Występuje w Ameryce Północnej i Środkowej, Europie, Japonii i Australii. W Polsce jej rozmieszczenie nie jest dokładnie znane, ale nie jest zagrożona.
Rośnie na ziemi wśród traw i liści w lasach liściastych, zaroślach i parkach. Owocniki wytwarza od września do listopada. Najczęściej spotykana jest w lasach łęgowych pod jesionami oraz w lasach bukowych.

## Znaczenie
Saprotrof, grzyb jadalny.

## Gatunki podobne
- gąsówka kołpaczkowata (Clitocybe panaeolus). Ma wodniste plamy na kapeluszu i zapach podobny do mąki[4],
- lejkówka liściowa (Clitocybe phyllophila). Ma cienki miąższ, anyżowy zapach[4].